# Thames Barrier Park
Thames Barrier Park je čtrnáctihektarový park v Londýně ve Velké Británii. Park byl pojmenován podle jeho umístění v bývalých docích na severní straně řeky Temže vedle protipovodňových zábran Thames Barrier, poblíž stanice Pontoon Dock DLR v Silvertownské oblasti londýnské čtvrti Newham.

## Vznik
Vznik parku měl podpořit regeneraci území vytvořením atraktivního veřejného prostoru vedle obytné a komerční zóny. Vznikl na jedné z nejvíce znečištěných lokalit v zemi, na místě továrny PRChemicals. Dekontaminace místa trvala mnoho let, a byla provedena s úzkostlivou precizností. Mezinárodní soutěž na návrh parku v roce 1995 vyhráli Allain Provost, Alain Cousseran a Patel Taylor. Je oceňován jeho moderní vzhled, odvážná výsadba i tančící vodní fontánky.
Náklady na založení parku dosáhly asi 10,3 milionu liber, z toho náklady na vlastní založení 9,3 ha parku dosáhly výše 8 milionů liber. Náklady na údržbu pravidelně řezaných keřů a péče o trvalky jsou vysoké, dosahovaly výše 132 liber na m2 plochy v roce 2007.

## Galerie

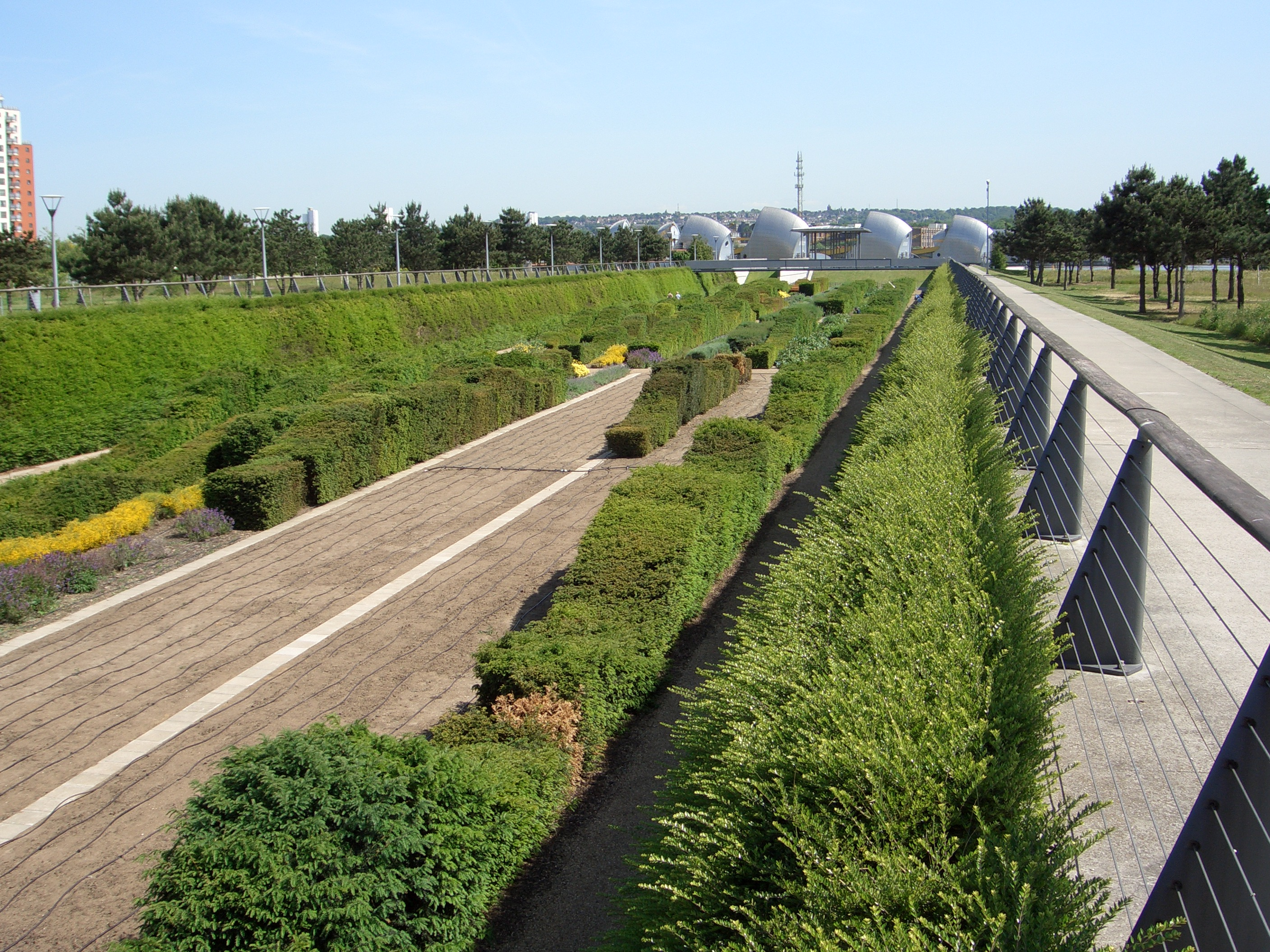
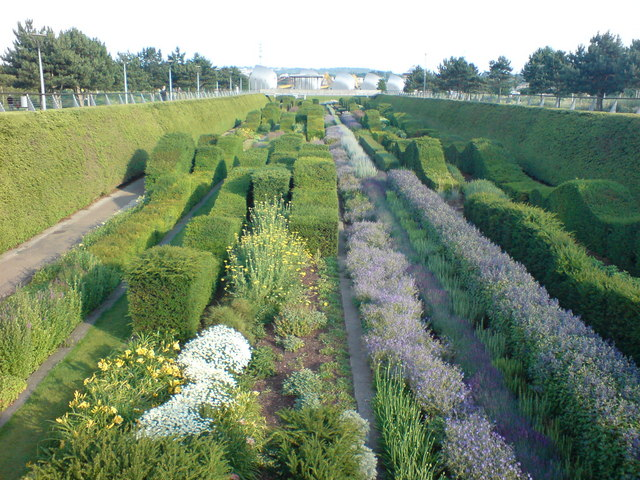
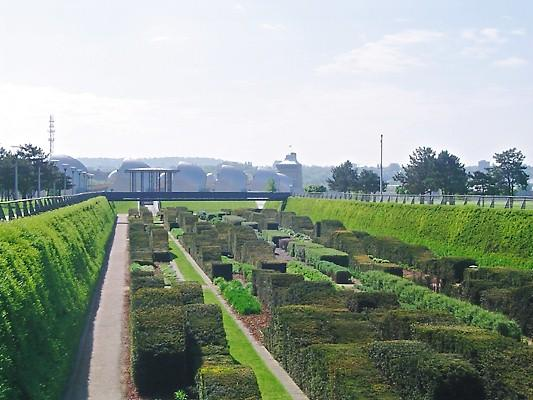
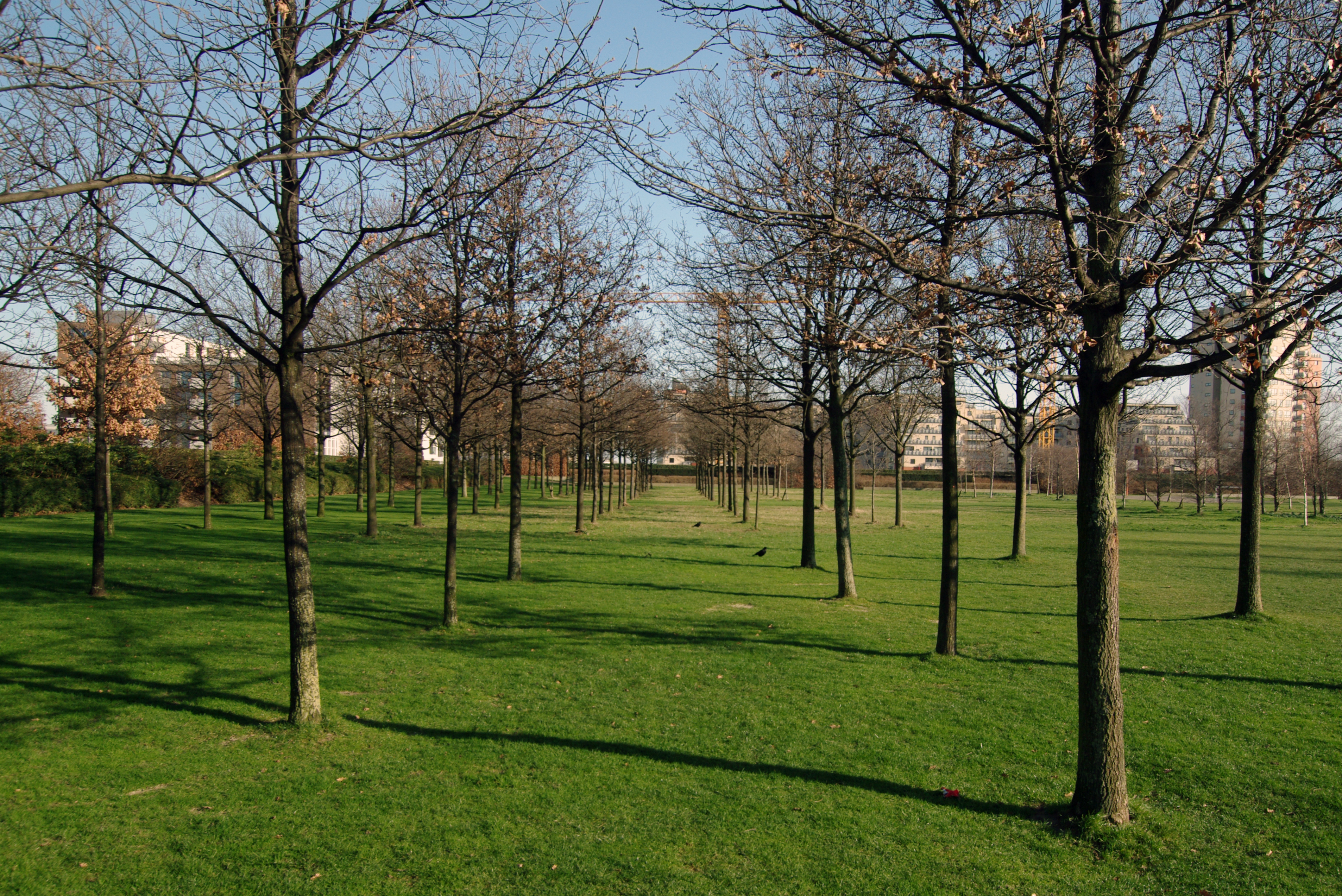